# Lezguinos
Los lezguinos (en lezgui, лезгияр), también llamados lesguins, lesgicos, lezgicos, lezgos o lezgianos, son un grupo étnico del noreste del Cáucaso nativos predominantemente del sur de Daguestán, Rusia, y el noreste de Azerbaiyán, y que hablan el idioma lezgiano.

## Etnogénesis
Los lezguinos de hoy en día hablan lenguas caucásicas nororientales anteriores a la introducción de las lenguas indoeuropeas. Están estrechamente relacionados, tanto cultural como lingüísticamente, con los agul del sur de Daguestán y, más lejanamente, con los tsajures, rutules y tabasaranos. También se relacionan, aunque de forma aún más distante, con las numéricamente pequeñas etnias jek, kryz, laks, shahdagh, budujs y khinalug del norte de Azerbaiyán. Estos grupos, junto con los lezguinos, forman la rama samur de las etnias lezguias.
Se cree que los lezguinos descienden en parte de personas que habitaban la región del sur de Daguestán en la Edad del Bronce. Sin embargo, hay alguna evidencia de ADN de una mezcla significativa durante los últimos 4000 años con una población de Asia Central, como lo demuestran los vínculos genéticos con poblaciones de Europa y Asia, con notables similitudes con el pueblo burušo de Pakistán.

## Demografía
Según el último censo soviético de 1989, había 257.300 lezguinos en la Unión Soviética, de los cuales, 204.370 vivían en Daguestán, y unos 178.000 en Azerbaiyán. Son musulmanes sunitas, con una minoría chií en Daguestán.

## Modo de vida
La economía tradicional se basa principalmente en la artesanía (tejidos, tapices, cuero, cerámica y forja) y en el pastoreo de corderos y cabras en transhumancia, actividad aún hoy importante en el medio rural. Los pastos invernales se encuentran en Azerbaiyán, y después de una tradición arraigada durante bastante tiempo, hay una emigración de mano de obra invernal a Bakú, Shemajá y Kuba en Azerbaiyán. Gracias a estas migraciones y los lazos culturales y políticos desde la antigüedad con Azerbaiyán, la lengua y cultura lezguina tienen una fuerte influencia.
La palabra lezguintsy fue usada por los rusos para denominar no solo a los lezguinos, sino que también a los montañeses de Daguestán, o bien, a todos los del sur del país (incluidos los samurianos). Según el censo soviético de 1979, eran 323.829, de los cuales, el 93,9 % hablaba su propio idioma, el 3.7% el ruso y el 2.4% el azerí. En 1989 eran unos 466.833 individuos.
En el censo ruso de 2002, cuentan 412,000 lezguinos, y en el censo de 1999 en Azerbaiyán había 178,000 lezguinos.

## Organización política
Los lezguianos de Daguestán cuentan con el partido Sadwal (Unidad) fundado en julio de 1990 en Derbent, y dirigido por el general Kochimánov y Ruslán Ashuralíev, y reclama la unificación de los pueblos lezguinos. Los lezguinos de Azerbaiyán fundaron el partido Samur en 1991, rival del anterior, dirigido por Ali Musáiev, partidario de unir a todos los pueblos lezguinos con Azerbaiyán. En julio de 1992 patrocina la formación de un Partido Demócrata Lezguino de Azerbaiyán. Por otra parte, el Alpán es un partido lezguino fundado en 1995 por Amirán Babáiev, partidario de la unificación de los territorios lezguinos de Azerbaiyán y Daguestán. Son uno de los pueblos fundadores en 1989 de la Confederación de Pueblos del Cáucaso Norte.